# 通變系統
通變系統（Diasystem）是一個語言學的名詞，指同一種語言因為地理、政治、文字或其他非語言學的原因，而被認為是兩種不同的語言系統。它不同於方言：方言可能是因為長久的分隔，而使語言間產生了語音上的變化，繼而發展成為方言。但對於通變系統內的語言，卻沒有這種語音上的變化；不過亦有可能因為政治或地理環境的變化，而使用詞有所不同。

## 例子
- 印度斯坦語（印地語-烏爾都語）
- 塞克語（波斯尼亞語-克羅地亞語-塞爾維亞語）
- 丹挪語（丹麥語-書面挪威語-新挪威語）
- 奧克羅曼語（奥克语-加泰罗尼亚语）
- 葡萄牙-加利西亞語（葡萄牙語-加里西亞語）
- 馬來語（馬來西亞語-印尼語）
- 波斯語-塔吉克語-達利語
- 西北官話-東干語
- 泰语（泰语-老挝语）

## 延伸閱讀
- Bailey, Charles-James N. . Washington, D.C.: Center for Applied Linguistics. 1973.
- Bickerton, Derek. . New York: Cambridge University Press. 1976.
- Courthiade, Marcel. . Faits de langue. 1997, 5 (10): 113–120. doi:10.3406/flang.1997.1175.
- Cochrane, G. R. . Word. 1959, 15: 69–88.
- Francescato, Giuseppe. . Zeitschrift für romanische philologie. 1965a, 81: 484–491.
- Francescato, Giuseppe. . Straka, G.  (编). . Paris: Klincksieck. 1965b: 1011–1017.
- Moulton, William G. . Word. 1960, 37: 155–182.
- Moulton, William G. . Language. 1968, 44: 451–466. doi:10.2307/411713.
- Weinreich, Uriel; Labov, William; Herzog, Marvin. . Lehmann, Winfred P.; Malkiel, Yakov  (编). . University of Texas Press. 1968: 97–195. （原始内容存档于2012-01-18）.